# Levanidovia mirabilis
Levanidovia mirabilis är en bäcksländeart som beskrevs av Valentina A.Teslenko och Zhiltzova 1989. Levanidovia mirabilis ingår i släktet Levanidovia och familjen rovbäcksländor. Inga underarter finns listade i Catalogue of Life.